# 츠루마 이카다
츠루마 이카다(つるまいかだ)는 일본의 만화가로 아이치현 출신이다. 성별이나 연령, 얼굴은 공개하지 않았다.

## 경력
2018년 동인지회 「COMITIA123｣에 참가한다. 현지에서 고단샤가 개최하고 있는 「당일 신인상」에 동인 작품 『우는 야미(鳴きヤミ.)』를 투고해, 애프터눈 편집부로부터 우수상을 수여받는다.
회사원을 그만두고 두번째 동인지 『여신이 될 순 없어(女神になんてなれない)』를 발표한다.
2020년 5월부터 『월간 애프터눈』(고단샤)에서 『메달리스트』를 연재한다.이 작품은 2025년 1월부터 텔레비전 애니메이션으로 방송되고 있다.

## 인물
츠루마 이카다는, 회사원 시절부터 성우인 하루세 나츠미의 팬이며, 「하루세씨에게 주인공의 목소리를 연기시키는 것이 꿈입니다」라고 쓰여진 편지를 하루세에게 보내고 있다.또, 하루세의 비공식 팬 동인지 '#나피카와'를 그리거나, 하루세의 사인회 모습을 정리한 리포트 만화를 X(구 Twitter)에 공개했다.실제로 하루세는 TV 애니메이션 『메달리스트』에서 유이츠카 이노리 역할의 목소리를 담당하고 있다。
초등학교 시절에는 만화 『강철의 연금술사』에 빠졌어서,  작가 아라카와 히로무를 존경하는 만화가로 거론하고 있다.
대학생 때는, 자신이 작성한 웹 사이트에서 만화를 공개하고 있어, 작품의 퀄리티를 신경써서 몇번이나 다시 그렸다.

## 작품 목록

### 동인지
- 우는 야미.(鳴きヤミ.)
- 여신이 될 수 없어(女神になんてなれない)
- #나피카와(#なぴかわ)

### 연재 중
- 메달리스트 (『월간 애프터눈』, 2020년 5월호 - 연재 중)

### 단행본
- 메달리스트 (애프터눈 KC, 전 12권, 2025년 1월 22일 기준)

## 평가
- 2022년 8월, 다음의 만화대상에서 메달리스트가2022년 코믹스 부문 1위 수상.[1]
- 2023년 1월, 제68회 쇼가쿠칸 만화상에서 메달리스트가 일반 부문을 수상.[1]
- 2024년 5월 『메달리스트』가 「제48회 고단샤 만화상」에서 종합부문을 수상.[1]